# Авангард (Самарская область)
Аванга́рд — посёлок в Алексеевском районе Самарской области. Административный центр сельского поселения Авангард.

## История
В 1973 году Указом Президиума Верховного Совета РСФСР посёлок центральной усадьбы совхоза «Батрак» переименован в Авангард.

## Население
| 1986 | 2002 | 2010 | 2014 | 2015 |
| ---- | ---- | ---- | ---- | ---- |
| 943  | ↘875 | ↘865 | ↗867 | ↘837 |

## Экономика
Основа экономики — сельское хозяйство.

## Инфраструктура
Личное подсобное хозяйство с зоной сельскохозяйственного использования, индивидуальная застройка усадебного типа. Функционируют общеобразовательная школа, государственный техникум, дом культуры, почтовое отделение, метеостанция.

## Транспорт
Остановка общественного транспорта «Авангард».